# Městská autobusová doprava ve Žďáru nad Sázavou
Městskou autobusovou dopravu ve Žďáru nad Sázavou zabezpečuje v současnosti (leden 2018) devět autobusových linek. Průměrně je jimi přepraveno okolo 100 tisíc cestujících měsíčně. Dopravcem místní MHD je společnost ZDAR, a.s.

## Síť a provoz

### Počátky
Městská doprava ve Žďáru nad Sázavou zahájila svůj provoz (bez označení jako „hromadná“) 1. října 1957. Jednalo se o linku č. 09212 mezi novou železniční stanicí Žďár nad Sázavou a podnikem Tokoz ve formě kyvadlového provozu, z čehož vychází lidové pojmenování „kejvačka“. První posádku autobusu „místní dopravy“ tvořili řidiči Jaroslav Tlustoš a Josef Košík, průvodčí Vlasta Buriánová, Anežka Tlustošová a paní Svobodová.
Od roku 1960 byly trasy některých spojů, provozovaných během letních prázdnin, prodlouženy do obce Škrdlovice a na Velké Dářko. Průměrný denní objem přepravených cestujících se v tomto období blížil 700 cestujícím. Od stejného roku byl jízdní řád rozdělen na dvě části (spoje pro pracovní dny včetně soboty a spoje pro neděli). Od roku 1961/1962 byla linka přečíslována na 06978. Od roku 1964/1965 se vedle ní objevuje i linka 06979, a pak i linky s odvozenými čísly (06978B, 09679A, 06979B).
V 70. letech jezdili na spojích městské dopravy tito řidiči: Josef Novotný, Josef Štikar, František Obrdlík, Stanislav Novotný, Slávek Bálek a Jan Hájek.
Označení „městská doprava“ bylo poprvé uvedeno v jízdním řádu 1965/66, přičemž již v roce 1967 bylo toto označení opět zrušeno z důvodu plánovaného zdražení jízdného a opět v roce 1970 obnoveno v souvislosti se zdražením. Linka MHD byla tedy vlastně provozována jako standardní příměstská linka. Od 1. ledna 1968 je v provozu dnešní (stávající) autobusové nádraží.

### 70. a 80. léta
Od roku 1967 byl zahájen provoz další linky k podniku Tokoz a od roku 1970 byla v provozu poprvé i okružní linka MHD. Pro odlišení s linkou končící u závodu Tokoz (zde „B“) bylo používáno pro okružní linku od roku 1972 písmenné označení „A“. V jízdním řádu 1972/73 byla linka B prodloužena až k Pilské nádrži, o dva roky později se písmenné označení A a B změnilo na číselné 1 a 2.
V době platnosti jízdního řádu 1975/76 byl od 28. září 1975 zahájen provoz na nové lince číslo 3, vedené ve směru Hamry, Najdek a Šlakhamry.
Od jízdního řádu 1983/84 byly přečíslovány linky, okružní linka číslo 1 byla přeznačena na číslo 4 a nově byla zavedena linka číslo 1 vedená z autobusového nádraží na sídliště Pod Vodojemem.
Od roku 1974/1975 došlo ke změně systému číslování linek: jedna z linek změnila číslo na 69781, pod číslem 69790 jsou vedeny linky č. 1 a 2, od 28. září 1975 i linka 3, od roku 1983/1984 linka 4.

### 90. léta a začátek 21. století
Od června 1991 v souvislosti s osamostatněním obce Hamry nad Sázavou byla linka číslo 3 zrušena a její číslo začala používat linka vedoucí na sídliště Pod Vodojemem.
Od roku 1992/1993 byla městská čísla linek včleněna do celostátního čísla linek ČSAD: dosavadní linky 2–4 vedené pod číslem 69790 začaly být uváděny jako linky 69792, 69793 a 69794. V roce 1995 v souvislosti se zavedením licenčního systému přestala být používána původní pětimístná čísla linek ČSAD a byla zavedena nová, šestimístná licenční čísla linek. Linkám 2, 3 a 4 zůstalo původní zkrácené označení (z čísel 69792, 69793 a 69794 byly přečíslovány na 845002, 845003 a 845004), nová městská linka č. 1 (845001) vzniká na bázi dosavadní linky 69780, vedoucí z autobusového nádraží k podniku Tokoz (původně značena jako příměstská linka).
Od období 1995/96 byl zahájen periodický (půlhodinový) provoz na lince 4, o rok později i na lince 2 (60 minut).
V roce 1999 byly zavedeny dvě nové linky číslo 5 a 6, o rok později oficiálně i linka číslo 7.
Od poloviny roku 2001 byly nahrazovány označníky „příměstského provedení“ označníky „městského provedení“, získanými od Dopravního podniku Ostrava.
Od začátku platnosti jízdního řádu 2003/4 (prosinec 2003) byl rozšířen počet linek MHD z šesti na 12, přičemž místo linek MHD číslo 1, 2 a 3 byly nově provozovány linky 1A – 1D, 2A, 2B, 3A – 3C. Linky s jednou variantou a linky variant A mají čísla řady 845001 až 845006, linky variant B mají čísla zvýšená a 10 (např. linka 1B má číslo 845011), linky variant C o 20, variant D o 30. Od stejného data došlo ke zkrácení názvů většiny zastávek MHD.
Od začátku platnosti jízdního řádu 2005/6 (prosinec 2005) jsou spoje linky 4 rozděleny na linky 4A a 4B. Od dubna 2007 zajíždí linka 3C do průmyslové zóny na Jamské ulici.
Od prosince 2007 zajíždí do průmyslové zóny i linka 5, dále linka 3C se stává linkou okružní s provozem v obou směrech a rovněž je zavedena i nová okružní linka 4C.
Současně od prosince 2007 do června 2017 bylo v provozu 14 linek MHD označených čísly 1A – 1D, 2A, 2B, 3A – 3C, 4A – 4C, 5 a 6; z toho pět linek je v provozu i o víkendu (2A, 2B, 4A, 4B a 6). Většina linek byla kyvadlových, linky 3C, 4A, 4B, 4C byly okružní a linka 5 byla smyčková. Linky 1A, 1B, 1C, 3B a 3C zajišťovaly především spojení s průmyslovými lokalitami města; tzv. školní spoje byly zaintegrovány do jednotlivých linek MHD. Periodický provoz byl na linkách MHD číslo 2A + 2B (interval 60 minut - spojení s centrem města, severní částí města a s Pilskou nádrží), 4A + 4B (interval 30 minut – spojení s centrem a východní a západní částí města), 4C (interval 60 minut – spojení s centrem a východní a západní částí města) a 5 (interval 60 minut – rychlé spojení s centrem a severní částí města).

### Současnost
Od druhé poloviny roku 2015 jsou na označnících zastávek doplněny QR kódy aplikace pro smartphony k získání informací o reálném čase odjezdu většiny spojů podle jejich polohy. Informaci o reálných časech odjezdů spojů linek městské dopravy, vycházející z této aplikace, nabízejí také monitory v nádražní hale železniční stanice (zastávka Autobusové nádraží), na poliklinice (zastávka Studentská) a v budově městského úřadu (zastávka Žižkova); tento systém se připravuje i pro další zastávky.
Od července 2017 je v provozu 9 linek MHD označených čísly 1 – 9; z toho šest linek je v provozu i o víkendu (2, 3, 4, 5, 6 a 8). Významná část linek je kyvadlových, linky 3, 4, 5, 8 jsou okružní a linka 9 je smyčková. Linky 1, 3, 7 a 9 zajišťují především spojení s průmyslovými lokalitami města; tzv. školní spoje jsou zaintegrovány do jednotlivých linek MHD. Periodický provoz s periodou 60 minut je na linkách MHD číslo 2 (spojení s centrem města, severní částí města a s Pilskou nádrží), 4 (spojení s centrem a východní a západní částí města), 5 (spojení s centrem a severní částí města) a 8 (spojení s centrem a západní a východní částí města). Spoje MHD jsou v provozu v pracovních dnech v době cca 4.10 – 22.40, o víkendu 4.55 – 22.40; noční provoz MHD není zaveden.
Všechny spoje linek MHD obsluhují zastávku Autobusové nádraží (začínají / končí / projíždějí). Zde se již nenachází informační kancelář zajišťující servis a informace ohledně provozu MHD, která byla přesunuta blíže do centra města. Integrovaný přestupní uzel v lokalitě zastávky Autobusové nádraží zajišťuje vazbu mezi MHD, železniční osobní (tratě číslo 250 a 256) a veřejnou linkovou dopravou; jeho celková rekonstrukce byla dokončena v prosinci 2012.
V roce 2020 v rámci projektu dopravní telematiky byly všechny křižovatky a přechody pro chodce se světelným signalizačním zařízením doplněny o preferenci jízdy vozidel MHD, kdy udělení preference je řidiči signalizováno pomocí výzvových návěstidel. Toto bylo zprovozněno od září 2020.

## Vozový park
Jako vozový park byla do roku 1960 používána vozidla Škoda 706 RO, od roku 1960 i autobusy Škoda 706 RTO MEX; vozy Karosa řady Š byly na linkách MHD v provozu od roku 1965.
V polovině 80. let se poprvé objevily v provozu na linkách MHD i autobusy Karosa B 731 (s automatickou převodovkou) a B 732 (mechanická převodovka).
Od roku 1999 byl v provozu i první autobus SOR B 9,5, o dva roky později potom i vůz Mercedes-Benz Citaro. V lednu a prosinci 2003 byly uvedeny do provozu další dva nízkopodlažní autobusy Mercedes-Benz Citaro. V červnu 2012 byly uvedeny do provozu 2 nízkopodlažní autobusy Mercedes-Benz Conecto.
V roce 2019 byla na linkách MHD nasazovány přednostně 2 vozidla Mercedes-Benz Conecto, jeden SOR BN 12, jeden SOR NBG 12, jeden SOR CN 10,5 a dále autobusy příměstského provedení. Od roku 2020 jsou městské linky obsluhovány převážně čtyřmi autobusy Iveco Urbanway 12M, dvěma vozy Mercedes-Benz Conecto, jedním vozem SOR NBG 12 a také příměstskými autobusy.

## Tarif a odbavování

### Historie
Od roku 1975 byly postupně zaváděny pro odbavování strojky Setright SMB-MK II, které nahradily do roku 1976 klasické blokové jízdenky vydávané řidičem nebo průvodčím. Navíc od 23. května 1982 byly zavedeny pro bezhotovostní styk jízdenky prodávané v předprodeji nebo z prodejních automatů Merona, což vyžadovalo zabudování znehodnocovačů jízdenek do vozidel.
Od roku 1996 se pro odbavování cestujících začal používat systém od firmy EM-TEST a od konce května 2002 od firmy Mikroelektronika.
Od listopadu 2003 byla zrušena bezplatná přeprava důchodců nad 70 let s využitím občanského průkazu (nyní bezplatně pouze s platební (čipovou) kartou). Od ledna 2004 byly nahrazeny všechny průkazky na časové jízdné platebními (čipovými) kartami. Od téže doby byla zároveň zrušena možnost bezplatné přepravy linkovými autobusu provozovatele MHD v obvodu MHD pro držitele časových jízdenek MHD.

### Současnost
Na rozdíl od jiných měst ve Žďáru neexistuje předprodej papírových jízdenek a ani jejich znehodnocovače, které bývají umístěné ve vozidlech. Jednoduché jízdenky si cestující zakupují přímo u řidiče autobusu MHD a od roku 2004 pravidelní cestující a důchodci nad 70 let používají platební (čipové bezkontaktní) karty. Nástup do vozidla je proto z uvedeného důvodu po celou dobu provozu povolen pouze předními dveřmi, výstup potom všemi dveřmi.
Současný tarif rozděluje cestující do dvou skupin: běžné cestující, kteří platí hotově řidiči, a pravidelné cestující, kteří mají platební čipovou kartu. Platba kartou je přitom přibližně o 1/5 levnější než platba v hotovosti.
Dále existují slevy pro děti od 6 do 15 let, kteří platí poloviční jízdné. Zvláště se také platí za psa mimo schránu a zavazadla.
Platebních karet existuje několik verzí. Seniorská opravňuje držitele nad 70 let věku cestovat bezplatně. Pro studenty a občany v invalidním a starobním důchodu do 70 let je určena karta zlevněná, která stojí polovinu ceny běžné karty občanské. Zvláštní karta je pro držitele zlaté Jánského plakety, pro bezplatné cestování dárců krve. Všechny tyto karty jsou adresné, tedy pouze pro jednu konkrétní osobu.
Zvláštním typem karty je karta přenosná. Jízdním dokladem je v tomto případě jízdenka od řidiče, karta však umožňuje bezplatný přestup do 30 minut od vydání této jízdenky. Přenosná karta je anonymní, takže ji může využívat např. každý člen rodiny.
V polovině roku 2015 byly zavedeny 24hodinové jízdenky. Od 1. října 2020 je možné odbavení cestujících i pomocí bankovních karet.